# Малковец (Севница)
Малковец (словен. Malkovec) је насељено место у општини Севница, Посавска регија, Словенија.

## Историја
До територијалне реорганизације у Словенији био је у саставу старе општине Севница.

## Становништво
У попису становништва из 2011. године, Малковец је имао 152 становника.
| Број становника према пописима | Број становника према пописима | Број становника према пописима |
| ------------------------------ | ------------------------------ | ------------------------------ |
| 1991                           | 2002                           | 2011                           |
| 141                            | 144                            | 152                            |

Напомена: Године 2017. извршена је мања размена територија између насеља Малковец и Павла вас.